# Kointos
Kointos (altgriechisch Κοίντος) war ein griechischer Gemmenschneider, der in der frühen römischen Kaiserzeit tätig war. Sein Vater war der Gemmenschneider Alexas, der vermutlich im ersten Jahrhundert v. Chr. tätig war und seine Kunst an seine Söhne Kointos und Aulos weitergab.
Eine Signatur des Kointos ist lediglich auf dem Fragment eines Sardonyx erhalten, auf dem das Bein einer mit den Waffen des Mars ausgestatteten Figur gezeigt wird. Der Stein befindet sich im Museo Archologico Nazionale in Florenz.